# Lake of the Woods (Illinois)
Lake of the Woods es un lugar designado por el censo ubicado en el condado de Champaign en el estado estadounidense de Illinois. En el Censo de 2010 tenía una población de 2912 habitantes y una densidad poblacional de 610,39 personas por km².

## Geografía
Lake of the Woods se encuentra ubicado en las coordenadas 40°12′13″N 88°22′24″O / 40.20361, -88.37333. Según la Oficina del Censo de los Estados Unidos, Lake of the Woods tiene una superficie total de 4.77 km², de la cual 4.59 km² corresponden a tierra firme y (3.75%) 0.18 km² es agua.

## Demografía
Según el censo de 2010, había 2912 personas residiendo en Lake of the Woods. La densidad de población era de 610,39 hab./km². De los 2912 habitantes, Lake of the Woods estaba compuesto por el 94.92% blancos, el 0.86% eran afroamericanos, el 0.1% eran amerindios, el 0.45% eran asiáticos, el 0% eran isleños del Pacífico, el 1.37% eran de otras razas y el 2.3% pertenecían a dos o más razas. Del total de la población el 2.68% eran hispanos o latinos de cualquier raza.